# Прогресивно движение на косовските роми
Прогресивно движение на косовските роми (на албански: Lëvizja Përparimtare e Romëve të Kosovës, LPRK; на ромски: Kosovaki Romengi Anglipaski Phiravlin, KRAP,) е политическа партия за права на националното малцинство на циганите в Косово. Основател и председател на партията е Ерджан Галуши.
Партията подкрепя правителството с ръководеното от партия Самоопределение, и гласува за подкрепяния от Самоопределение кандидат на президентските избори през 2021 г. – Вьоса Османи.

## Участия в избори

### Парламентарни избори
| Избори | Гласове | %    | Общо места | Места за циганите | +/– |
| ------ | ------- | ---- | ---------- | ----------------- | --- |
| 2021   | 1 208   | 0,14 | 1 / 120    | 1 / 4             | 1   |